# Mount Campbell
Mount Campbell är ett berg i Antarktis. Det ligger i Västantarktis. Nya Zeeland gör anspråk på området. Toppen på Mount Campbell är 4 000 meter över havet, eller 387 meter över den omgivande terrängen. Bredden vid basen är 2,0 km. Mount Campbell ingår i Prince Olav Mountains.
Terrängen runt Mount Campbell är bergig åt nordost, men åt sydväst är den kuperad. Trakten är obefolkad. Det finns inga samhällen i närheten.